# Зебил
Зебил (болг. Зебил) — село в Болгарии. Находится в Силистренской области, входит в общину Главиница. Население составляет 690 человек. Село расположено в историко-географической области Южная Добруджа.

## Политическая ситуация
В местном кметстве Зебил, в состав которого входит Зебил, должность кмета (старосты) исполняет Недим Руфат Чауш (Движение за права и свободы (ДПС)) по результатам выборов 2007 года.
Кмет (мэр) общины Главиница — Насуф Махмуд Насуф (Движение за права и свободы (ДПС)) по результатам выборов 2007 года.